# Pitagorejczycy

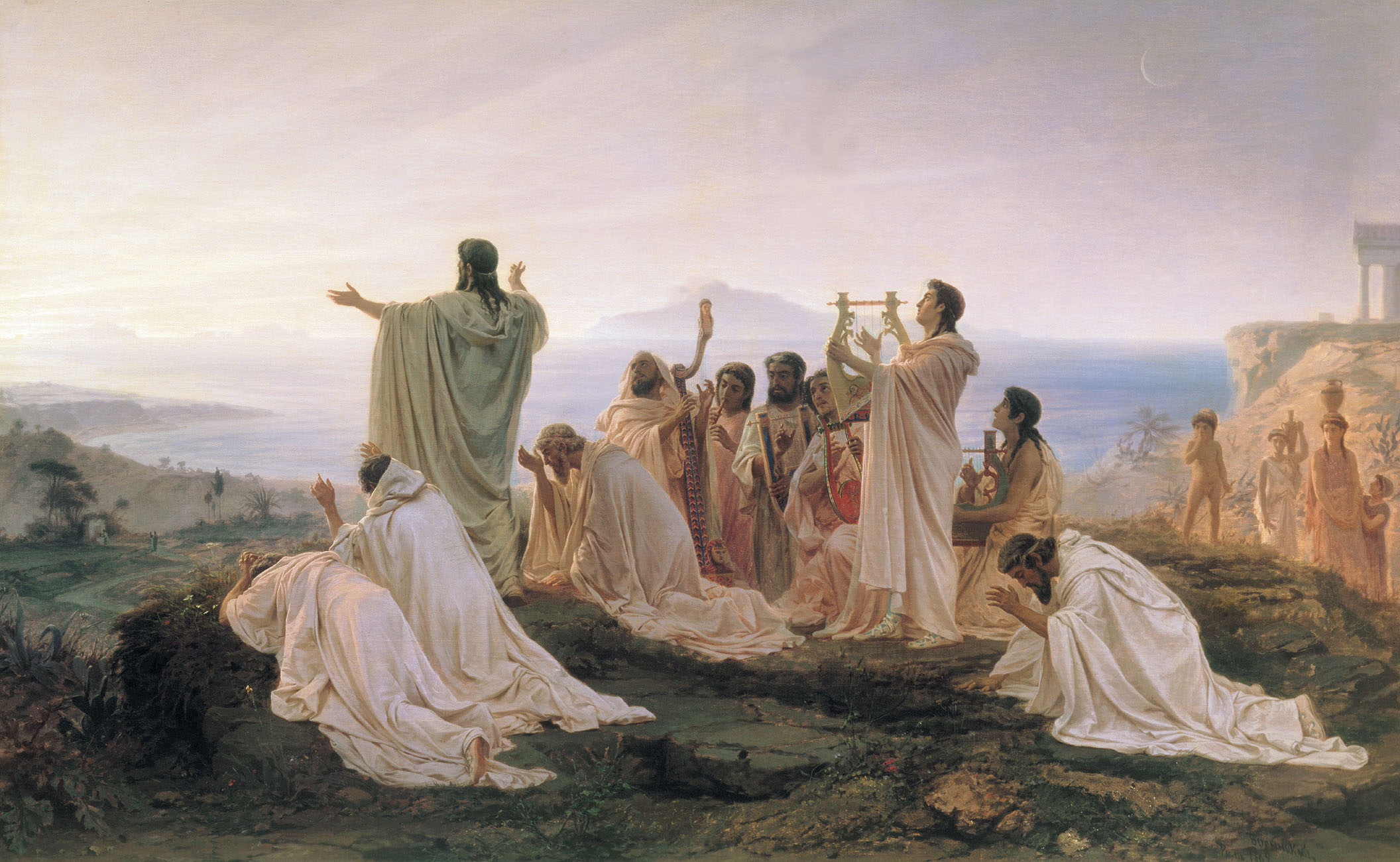
Pitagorejczycy świętujący wschód słońca (1869), obraz rosyjskiego malarza Fiodor Bronnikow

Pitagorejczycy – wyznawcy doktryny rozwiniętej przez Pitagorasa i jego następców w szkole religijno-filozoficznej, którą założył w Krotonie w Wielkiej Grecji, w południowych Włoszech. Część z poglądów może być jedynie przypisywana Pitagorasowi, natomiast szereg innych osób związanych ze szkołą opublikowało własne dzieła lub przeszło do historii z powodu swych osiągnięć.
Wnieśli ogromny wkład do nauki starożytnej, zwłaszcza w zakresie matematyki, astronomii oraz teorii muzyki. Poglądy pitagorejczyków w istotny sposób stanowiły inspirację filozofii Platona, który członkiem wspólnoty pitagorejskiej był jedynie czasowo lub wcale; kupił księgi Filolaosa i stąd czerpał wiedzę o obyczajowości w koloniach. Akademia Platońska funkcjonowała już jednak na zupełnie innej zasadzie jak – podobno klasztorne – wspólnoty pitagorejczyków.
W związku z odkryciem świątyni w Rzymie z malowidłami przedstawiającymi wierzenia greckie, datowanej na I w., domniemany pitagoreizm wśród Rzymian w tym okresie dyskutowany był przez Danutę Musiał.

## Poglądy filozoficzne

Symbol Arcyczwórki

Pitagorejczycy uważali, że „wszystko jest liczbą”; każdemu bytowi można było przyporządkować liczbę np. mierząc czy ważąc. Stąd liczby były niejako prototypem całej rzeczywistości, co zbliża się do ujęcia współczesnej nauki opisującej wszystkie zjawiska matematycznie.
Za szczególnie świętą uznawali liczbę 10, która była przedstawiana jako „arcyczwórka” – trójkąt, na którego każdym boku mieściły się cztery kamyki, pozostawiał miejsce na dziesiąty wewnątrz.
Pitagorejczycy postrzegali wszechświat jako harmonię przeciwieństw, takich jak ograniczone i nieograniczone, parzyste i nieparzyste, męskie i żeńskie, itd. Źródłem ich wszystkich jest niepoznawalne Jedno. Niekiedy utożsamiano to Jedno z monoteistycznie rozumianym Bogiem.
W filozofii politycznej promowali monarchię, ponieważ król panuje nad państwem tak jak Jedno panuje nad całym wszechświatem. Za największe zło uznawali anarchię, sprzeciwiali się też demokracji.
Etyka pitagorejska przypisywała dużą rolę przyjaźni. Uważali, że przyjaźń opiera się na podobieństwie charakterów, oraz że jest ona ważniejsza niż więzy pokrewieństwa. Popularne powiedzenie „przyjaciel to drugi ja” może mieć korzenie pitagorejskie. Członkowie szkoły mieli wspólnotę majątkową, co uzasadniano próbą upodobnienia się do Jedna.
Sprawiedliwość była zdaniem pitagorejczyków wartością absolutną, według nich kto domaga się przebaczenia dla przestępcy, zdradza tym, że sam jest gotowy popełniać podobne czyny.
Szkoła pitagorejska zajmowała się także medycyną, choć dzisiaj niewiele wiadomo o jej dokonaniach w tym zakresie. Promowała zdrowy i nieco ascetyczny styl życia (potępiano np. współżycie seksualne przed ukończeniem 20 lat), za obowiązek uznawała też pozostawienie po sobie potomstwa – zdrowych duchowo i cieleśnie czcicieli Bóstwa.

## Poglądy religijne
Pitagorejczycy – jako orficy – wierzyli w kolejne żywoty jednej duszy jako różnych osób fizycznych. Według Porfiriusza lub Jamblicha, którzy o zwyczajach Pitagorasa pisali prawie tysiąc lat później, Pitagoras podobno potrafił wymienić imiona bohaterów, którymi „był przed narodzeniem”. Pogląd ten zanikł jednak jeszcze przed rozwiązaniem ostatnich wspólnot pitagorejskich z III w. p.n.e., być może z powodu nikłych korzyści, jakie przeciętnej osobie ze wspólnoty mogło przynieść doszukiwanie się takich związków z osobami zmarłymi.
Pitagorejczycy praktykowali również wegetarianizm ze względów etycznych oraz uważali, że człowiek składa się z duszy i ciała, i dużą uwagę przykładali do wychowania, by nie zawładnęło nim zło.
W religijności Pitagorasa wydają się pobrzmiewać także wierzenia egipskie ze względu na niejednoznaczną rolę
bobu, który w Grecji był pożywieniem plebsu. Niezwykły szacunek okazywany przez Pitagorejczyków polu z rosnącą tam rośliną może
w rzeczywistości łączyć się z czcicielami Izydy, dla których było to miejsce odradzania się człowieka po śmierci Od Porfiriusza i Jamblicha wiadomo, że jeden z opisanych przez nich Pitagorasów rzeczywiście odbył podróż do Egiptu, a wszędzie, gdzie bywał, chętnie uczył się o wierzeniach miejscowych.

## Poglądy astronomiczne
Pogląd o tym, że w środku Wszechświata miał znajdować się ogień, a Ziemia jest tylko jedną z ruchomych gwiazd okrążających Słońce znajdujące się w pobliżu ognia centralnego, zaś swoim ruchem dokoła osi rotacji wytwarza dzień i noc, powstał w greckiej kolonii w południowej Italii i został sformułowany przez Filolaosa. Był to układ pirocentryczny. Prócz tego pitagorejczycy doszukiwali się istnienia jeszcze jednej planety obiegającej Słońce po tej samej orbicie co Ziemia, nazywanej przeciw-Ziemią. Ich autorstwa jest koncepcja kulistości Ziemi, o czym wiadomo od Arystotelesa. Uważali oni ponadto, że powietrze otacza tylko Ziemię – kosmos miał być wypełniony eterem.

## Badania nad muzyką
Pitagorejczycy znacznie przyczynili się też teorii muzyki – ich badania nad właściwościami strun (dokonywane na monochordzie) wykazały, że:
- struna skrócona w 1/2 brzmi o oktawę wyżej (stosunek liczbowy 1:2)
- struna skrócona w 2/3 brzmi o kwintę wyżej (stosunek liczbowy 2:3)
- struna skrócona w 3/4 brzmi o kwartę wyżej (stosunek liczbowy 3:4)
- struna skrócona w 4/5 brzmi o tercję wielką wyżej (stosunek liczbowy 4:5).

## Pochodzenie nazwy matematyka
Wśród uczniów szkoły Pitagorasa wyróżniono trzy kategorie:
- akuzmatyków, którzy byli jedynie słuchaczami jego wykładów,
- polityków będących najbardziej zaawansowanymi, ogarniającymi całość wspólnotowości w polis,
- matematyków (czyli matematykoi), zainteresowanych rozważaniami spekulatywnymi, od których pochodzi nazwa matematyka.

## Przedstawiciele szkoły

### Pitagorejczycy dawni – epoka archaiczna i klasyczna
- Alkmeon z Krotonu – uczeń Pitagorasa, lekarz
- Ameinias
- Amyklas i Kleinias z Tarentu – odwiedli Platona od chęci spalenia dzieł Demokryta
- Archippos z Tarentu
- Archytas z Tarentu – żył w pierwszej połowie IV w. p.n.e., był matematykiem, filozofem oraz cenionym[według kogo?] politykiem, to on uratował Platona gdy Dionizjos II groził mu śmiercią.
- Arion z Lokroj
- Brotinos z Metapontu
- Damon i Fintias z Syrakuz
- Diokles
- Echekrates z Fliuntu; Echekrates z Tarentu; Echekrates z Lokroi
- Ekfantos z Syrakuz
- Eufranor – matematyk
- Eurytos z Krotony – uczeń Filolaosa, znany z tego ze każdą rzecz sprowadzał do liczby
- Fanton z Fliuntu
- Filolaos z Tarentu (V/IV w. p.n.e.) – miał jako pierwszy spisać nauki pitagorejskie w księdze podzielonej na 3 części, fizykę, politykę i etykę. Księgę tę kupić miał od niego Platon.
- Hiketas z Syrakuz
- Hippazos z Metapontu lub Krotony
- Hipokrates z Chios (druga połowa V w. p.n.e.) – zajmował się geometrią
- Ikkos z Tarentu – sławny atleta, nauczyciel gimnastyki
- Ion z Chios (V w. p.n.e.) – poeta i myśliciel
- Kallifon i Demokedes z Krotony – drugi z nich, który był synem pierwszego, zdobył sławę jako lekarz
- Kerkops – znany jedynie z zachowanej informacji że był autorem pieśni orfickich
- Ksenofilos z Chalkis – zajmował się przede wszystkim muzyką
- Ksutos
- Likon lub Likos z Tarentu (IV w. p.n.e.)
- Lyzis z Tarentu
- Menestor z Syberis – zajmował się przede wszystkim botaniką
- Mionides – matematyk
- Okkelos lub Ocellus z Lukanii
- Opsimos z Regium
- Parmiskos lub Parmeniskos z Metapontu
- Paron
- Petron z Himery
- Poliklet z Argos (druga połowa V w. p.n.e.) – rzeźbiarz
- Polimnestos
- Proros z Cyreny
- Simos z Posejdonii – muzyk
- Teodor z Cyreny (druga połowa V w. p.n.e.) – sławny geometra
- Timajos z Lokroj – postać znana z dialogu Platona
- Timaridas

### Mediopitagorejczycy
Pitagorejczycy z epoki hellenistycznej, najczęściej autorzy pseudoepigrafów, utworów rozpowszechnianych pod imionami pitagorejczyków z epoki archaicznej lub klasycznej.
- Akron z Agrygentu
- Archippos z Samos lub Tarentu – pod jego imieniem zachowały się jedynie świadectwa
O Kategoriach (zachowały się 2 traktaty)
- Aresas z Lukanii
O naturze człowieka (zachowały się obszerne fragmenty w dziele Stobajosa)
- Aristajos z Krotony
O harmonii (zach. frag.)
- Aristombrotos
O widzeniu (zach. frag.)
- Aston z Krotony
- Atamas z Posejdonii – zachowały się nieliczne świadectwa
- Brizon
- Btotinos lub Brontinos z Krotony lub Metapontu
- Buteros z Kyzikos
O liczbach (zachowały się fragmenty w dziele Stobajosa)
- Arignote (córka Pitagorasa)
- Arimnestos (syn Pitagorasa)
- Charondas z Katany
Wstęp do Praw
- Damippos
- Diodor z Aspendos
- Dios
- Diotogenes
O królewskości (obszerne fragmenty zachowały się w dziele Stobajosa)
O świętości (obszerne fragmenty zachowały się w dziele Stobajosa)
- Ekfantos z Krotony lub Syrakuz
O królewskości (zachowane cztery obszerne fragmenty w dziele Stobajosa)
- Ekkelos z Lukanii
O sprawiedliwości (zachowały się fragmenty w dziele Stobajosa)
- Epameinondas z Teb
- Epicharm z Syrakuz
- Euryfamos z Metaponyi lub Syrakuz
O życiu (pod jego imieniem zachowały się fragmenty w dziele Stobajosa)
- Eurytos z Krotony, Metapontu lub Tarentu
O losie (zachowane fragmenty w dziele Stobajosa)
- Filolaos z Krotony lub Tarentu
O rytmach i miarach (zach. frag.)
O duszy (zach. frag.)
- Fintys
Mądrość kobiety (w dziele Stobajosa zachowały się dwa fragmenty)
- Gorgiades
- Hippazos z Metapontu, Krotony lub Sybaris
- Hippodamos z Miletu lub Turioj
O szczęściu (zach. frag.)
- Kleemporos
- Kleinias z Tarentu lub Heraklei
O pobożności (zach. frag.)
O liczbach (zach. frag.)
- Kriton z Argos
O mądrości (fragment zachowany w dziele Stobajosa)
- Likon z Tarentu
- Lyzis z Tarentu lub Teb
List do Hipparchos
- Megillos
O liczbach (zach. frag.)
- Melissa
List do Klearty
- Metrodor z Metapontu (syn Epicharma)
- Milon z Krotony
- Ninon Retor
- Myia (córka Pitagorasa)
List do Tillis (zach. frag.)
- Ocellus (Okellos) Lucanus
O prawie (zach. frag.)
O naturze wszechświata
- Onatas lub Onatos z Krotony
O Bogu i o tym co boskie (fragmenty zachowane w dziele Stobajosa)
- Opsimos z Regium
- Pampelos z Turioj
- Panakajos
- Periktione z Aten (takie imię nosiła matka Platona)
O harmonii kobiety (fragmenty zachowane w dziele Stobajosa)
O mądrości (fragmenty zachowane w dziele Stobajosa)
- Proros z Cyreny
O tygodniach
Listy
Święty poemat
- Simos z Posejdonii
- Stenidas z Lokroj
O sztuce królewskiej (fragmenty zachowane w dziele Stobajosa)
- Teano (żona lub córka Pitagorasa)
- Tearidas z Metapontu
O naturze (zach. frag.)
- Telauges (syn Pitagorasa)
- Timajos z Lokroj
O naturze kosmosu i duszy
- Timarydas z Paros lub Tarentu
- Zaleukos z Lokroj
Wprowadzenie do Praw (zach. fragm.)
- Ajsara (córka Pitagorasa)
- Eufranor Pitagorejczyk

### Neopitagoreizm
- Publiusz Nigidiusz Figulus (zm. 45 p.n.e.) – działał w środowisku rzymskim
- Kwintus Sekstus i jego krąg (I w. p.n.e. – I w. n.e.) – działali w środowisku rzymskim
- Sekstiusz – syn Kwintusa Sekstusa, działał w środowisku rzymskim
- Sotion z Aleksandrii – nauczyciel Seneki, działał w środowisku rzymskim
- Lucius Crassicius z Tarentu – działał w środowisku rzymskim
- Fabianus Papirius – nauczyciel Seneki, działał w środowisku rzymskim
- Moderatos z Gades (I w.) – orientacja religijno-spekulatywna
- Apoloniusz z Tiany (I w.) – orientacja mistyczno-religijna
O ofiarach
Listy
- Flawiusz Filostrat – orientacja mistyczno-religijna
Żywot Apoloniusza
Żywoty sofistów
- Nikomachos z Gerazy (II w.) – orientacja religijno-spekulatywna
Wprowadzenie do arytmetyki
Podręcznik harmonii
Teologia arytmetyczna
- Sekstus – zbierał sentencje
- Secundos – zbierał sentencje

### Synteza neopitagoreizmu z medioplatonizmem
- Numenios z Apamei (II w.)
O niewiernosci akademików Platonowi (zach. frag.)
Traktat o dobru
- Kronios (III w.) – najprawdopodobniej uczeń i naśladowca Numeniosa